# Маркосян, Аида Суреновна
Маркосян Аида Суреновна — (род. 22 января 1952, Ереван) — лингвист, психолингвист, страновед, лингводидактик, педагог.

## Биография
Родилась в Ереване 22 января 1952 года. Окончила филологический факультет  Ереванского государственного университета в 1974 году. С 1978 года живёт в Москве.
Профессор кафедры французского языка и лингводидактики романо-германского факультета Московского городского педагогического университета. Публикации  в области методики преподавания неродного языка, теории двуязычия, теории разговорной речи.
В 2012 – 2018 годах преподавала армянский язык в  Бухарестском университете (Румыния). В этот период издан перевод её учебника армянского языка как иностранного на румынский язык.
Кандидат филологических наук (тема диссертации — «Психолингвистические особенности синтаксиса разговорной речи», научный руководитель - Г. Б. Джаукян), доктор педагогических наук (тема диссертации — «Овладение вторым языком как теоретическая и лингводидактическая проблема»).
В 2018-2023 годах А. С. Маркосян сотрудничала  с онлайн-школой армянского языка "Туманян онлайн", подготовила ряд преподавателей армянского языка как иностранного к работе по своей методике.

## Публикации
- Очерк теории овладения вторым языком. М., Психология, 2004.
- Всякий ли живой неродной язык-иностранный? Иностранные языки в школе, 2004, №5, с. 64-68.
- Sémilinguisme, bilinguisme, multilinguisme ou le portrait linguistique. Language and literature across cultures : in memory of Marcel De Grève, 2004 Brussels, Arlington, AIMAV, pp. 75-83.
- Неродной язык для специальных целей. Материалы межвузовской научно-практической конференции «Иностранные языки для специальных целей». Голицынский пограничный институт ФСБ России. Голицыно, 2005, с. 39-44.
- К вопросу о нецелесообразности практической транскрипции армянских текстов для целей обучения армянскому языку как неродному. Актуальные проблемы современного иноязычного образования. Сборник научных статей. Курск, изд-во Курск. гос. Ун-та, 2006, с.67-74.
- Взаимосвязь категорий определенности / неопределенности и референции (на примере армянского языка в сравнении с русским) III Международная научная конференция «Русский язык в языковом и культурном пространстве Европы и мира: Человек. Сознание. Коммуникация. Интернет». Варшава, 2006, с.191-198.
- Автономия учащегося как залог успешности при овладении иностранным языком Ученые записки. Электронный научный журнал Курского государственного университета. Выпуск 2, 2006.
- О целях и задачах курса «Основы теории второго иностранного языка» Стратегии профессиональной лингвистической подготовки в свете российской образовательной реформы. Материалы 6-х Годичных научных чтений факультета иностранных языков РГСУ. М., РГСУ, 2007.
- О статусе русского языка как неродного Русский язык как иностранный: Теория. Исследования. Практика. Выпуск IX. СПб., «Сударыня», 2007.
- Проблемы описания малого языка как неродного. Вестник МГПУ. Журнал Московского городского педагогического университета. Филологический выпуск (романо-германская филология). — М.: МГПУ, 2007, № 1 (14)
- (в соавторстве с А.А. Леонтьевым) Артикль в армянском языке: функциональная трактовка Язык и действительность: Сборник научных трудов памяти В. Г. Гака. М.: ЛЕНАНД, 2007, 640с. (244—249)
- Опыт обучения неродному языку в виртуальном пространстве IV Международная научная конференция «Русский язык в языковом и культурном пространстве Европы и мира: Человек. Сознание. Коммуникация. Интернет». Тезисы докладов, 8 −12 мая 2008 г., Варшава, C.134.
- Выражение субъектно-объектных отношений в современном восточно-армянском языке Психология, лингвистика и междисциплинарные связи. Сборник научных работ к 70-летию со дня рождения Алексея Алексеевича Леонтьева. Под ред. Т. В. Ахутиной, Д. А. Леонтьева. М.: «Смысл», 2008. с. 60-78.
- Восточноармянский национальный корпус в действии. Вестник Ереванского государственного лингвистического университета имени В. Брюсова. 2012,№ 2(23, с. 104-118.

## Учебник армянского языка
Является автором первого в России систематического учебника армянского языка как иностранного языка в 4 частях "Крунк Айастани (Журавль Армении)" (М.: Баласс, 1999 (первое издание)). Это учебник в 2012-2017 годах был издан а румянском языке (Makosian A. Manual de limba armeană. vol. I-IV). В 2023 году вышло третье издание этого учебника . На основе этого учебника А. С. Маркосян создала уникальную образовательную онлайн-платформу.

## Личная жизнь
Муж — Алексей Алексеевич Леонтьев (1936—2004). Двое детей.